# موردن ۱۴۵۰۲
سیارک ۱۴۵۰۲ (به انگلیسی: 14502 Morden، نامگذاری:1995WB22) چهارده هزار و پانصد و دومین سیارک کشف شده‌است که در ۱۷ نوامبر ۱۹۹۵ کشف شد.
قدر مطلق سیارک برابر ۱۰.۷ است.